# Rozstanie (film 1997)
Rozstanie (Judaai) – indyjski dramat miłosny i rodzinny. W rolach głównych Anil Kapoor, Urmila Matondkar i Sridevi, w swojej ostatniej roli przed odejściem z kina. Wyreżyserowany w 1997 roku okazał się sukcesem reżysera Raj Kanwara, autora Deewana, Andaaz. Remake filmu w telugu "Subhalagnam". Tematem filmu są relacje  dwóch kobiet owładniętych chciwością, pragnieniem posiadania ukochanej osoby choćby za cenę uprzedmiotowienia jej i mężczyzny walczącego o utrzymanie ładu w rodzinie. Film pokazuje też, jak szukanie bezpieczeństwa i znaczenia w pieniądzach niszczy rodzinę, jak zaniedbanie potrzeb najbliższej osoby czyni ja podatną na zbliżenie z inną osoba. Bohaterowie tego filmu kochając ryzykują utratę tej miłości, tracąc ją zabiegają o przebaczenie i pojednanie. Cztery lata po hollywoodzkiej Niemoralnej propozycji w indyjskim  filmie przedstawiono inny wariant eksperymentu dokonanego na ludzkich sercach.

## Fabuła
Raj (Anil Kapoor) i Kaajal Verma (Sridevi) to szczęśliwe małżeństwo obdarzone dwójką dzieci. Cieszą się swoją obecnością, z wyrzeczeniem odkładają pieniądze, by zaskoczyć siebie prezentem, z czułością i w uniesieniu doświadczają swojej bliskości nocą, z dumą dzielą między siebie troskę o synów. Jedynym cieniem w ich małżeństwie jest fakt, że Kaajal poślubiając inżyniera spodziewała się życia w bogactwie. Trudno jej się pogodzić z tym, że musi jeździć w ścisku autobusu i żyć oszczędzając każdy grosz. Kłamie koleżance z dzieciństwa prezentując się jako właścicielka willi i limuzyny. Płacze upokorzona, gdy jej kłamstwa spotykają się z szyderstwem lub bolesnymi uwagami o tym, że poniża swojego męża nie akceptując życia, które jej stworzył. Szansa na spełnienie marzeń Kaajol pojawia się, gdy w ich życie wkracza śliczna, prowokująca zachodnimi ubraniami bratanica szefa Raja, Jhanhvi (Urmila Matondkar). Urzeczona uczciwością i szczerością Raja zakochuje się w nim. Przyzwyczajona, że dotychczas w życiu spełniano każdy jej kaprys, chce mieć Raja za wszelką cenę. Wykorzystując chciwość Kaajol kusi ją perspektywą życia w bogactwie. Za cenę jej zgody na rozwód z Rajem.

## Obsada
- Anil Kapoor jako Raaj
- Sridevi jako Kajal
- Urmila Matondkar jako Janhvi Sahni
- Paresh Rawal jako Hasmukhlal
- Saeed Jaffrey jako p. Sinha (Jahnvi stryje)
- Farida Jalal jako mama Kajal
- Johnny Leverjako Hirajal (HAri), brat Kajal
- Kader Khan jako ojciec Kajol

## Nagrody i nominacje
- nominacja do Nagrody Filmfare dla Najlepszej Aktorki – Sridevi
- nominacja do Nagrody Filmfare dla Najlepszej Aktorki  Drugoplanowej – Urmila Matondkar
- Nagroda za najlepszą scenę roku
- nominacja do Nagrody Star Screen dla Najlepszej Aktorki – Sridevi
- nominacja do Nagrody Star Screen dla Najlepszej Aktorki Drugoplanowej – Urmila Matondkar
- nominacja do Nagrody Zee Cine dla Najlepszej Aktorki – Sridevi
- nominacja do Nagrody Zee Cine dla Najlepszej Aktorki Drugoplanowej – Urmila Matondkar

## Muzyka i piosenki
Autorami muzyki jest duet Nadeem-Shravan, twórcy muzyki do takich filmów jak Deewana, Raja Hindustani,  Zamaana Deewana,  Raja, Dil Hai Ki Manta Nahin,  Pardes, Aa Ab Laut Chalen,  Raaz, Więzy miłości,  Wiem, czym jest miłość, Należę do ciebie, kochanie, Dil Hai Tumhaara, Dil Ka Rishta, Yeh Dil, Andaaz, Qayamat,  Hungama, Tumsa Nahin Dekha, Bewafaa,  Deszcz czy Przyjaźń na zawsze.
- Judaai Judaai Kabhi Aaye Na Judaai
- Main Tujhse Aise Miloon
- Mujhe Pyar Hua
- Dil De Diya
- Raat Ko Neend Aati Nahin
- Haan Mujhe Pyar Hua Allah Miya
- Shaadi Karke Phans Gaya Yaar
- Meri Zindagi Ek Pyaas
- Pyar Pyar Karte Karte